# Oliver Acquah
Oliver Acquah (Accra, 22 marzo 1946) è un ex calciatore ghanese.

## Carriera

### Club
Nel 1974 si trasferisce negli Stati Uniti d'America per venire tesserato dai Dallas Tornado, con cui raggiunge le semifinali della North American Soccer League 1974.
Nel 1975 passa ai R.I. Oceaneers, con cui raggiunge le semifinali dell'American Soccer League 1975.
Dal 1976 al 1978 milita nei Connecticut Yankees, sempre nell'American Soccer League, con cui come miglior piazzamento raggiunge le semifinali dell'ASL 1977.

### Nazionale
Partecipò alle Olimpiadi del 1968 e del 1972